# Ajeossi
Ajeossi (kor. 아저씨) – południowokoreański film akcji w reżyserii Lee Jeong-beoma, którego premiera odbyła się 5 sierpnia 2010 roku.

## Fabuła
Były agent specjalny- Tae-shik, po doświadczeniach z przeszłości nabrał dużego dystansu do świata i całego otoczenia. Po zakończeniu pracy jako agent, postanowił zająć się prowadzeniem niewielkiego lombardu. Tae-shik mieszka sam. Nie ma wielu przyjaciół, kontakt utrzymuje jedynie z klientami lombardu i młodą dziewczyną z sąsiedztwa- So-mi, która podobnie postrzega otoczenie. Oboje zaczynają spędzać ze sobą coraz więcej czasu i stają się sobie coraz bardziej bliscy. Okazuje się jednak, że rodzina So-mi skrywa tajemnice. Dziewczyna pewnego dnia znika bez śladu. Wkrótce wychodzi na jaw, że jej matka jest zamieszana w przestępstwo i kobiety zostają porwane. 

## Obsada
Źródło: Filmweb

- Won Bin – Tae-sik
- Kim Sae-ron – So-mi
- Kim Tae-hun – Kim Chi-gon
- Kim Hee-won – Man-seok
- Kim Sung-oh – Jong-seok
- Lee Jong-pil – detektyw No
- Thanayong Wongtrakul – Ramrowan
- Kim Hyo-seo – matka So-mi, Hyo-jeong
- Song Young-chang – Oh Myeong-gyoo

## Nagrody i nominacje
Źródło: Internet Movie Database
| Rok  | Miejsce                    | Nagroda                            | Kategoria                           | Odbiorcy i nominowani       | Wynik     |
| ---- | -------------------------- | ---------------------------------- | ----------------------------------- | --------------------------- | --------- |
| 2010 | Grand Bell Awards          | Grand Bell Award                   | Best Actor                          | Won Bin                     | Wygrana   |
| 2010 | Grand Bell Awards          | Grand Bell Award                   | Best Visual Effects                 | Jung Do-ahn                 | Wygrana   |
| 2010 | Grand Bell Awards          | Grand Bell Award                   | Best Editing                        | Kim Jae-beom, Kim Sang-beom | Wygrana   |
| 2010 | Philadelphia Film Festival | Audience Award – Honorable Mention | The Graveyard Shift                 | Lee Jeong-beom              | Wygrana   |
| 2011 | Baeksang Arts Awards       | Film                               | Najlepszy film                      |                             | Wygrana   |
| 2011 | Baeksang Arts Awards       | Film                               | Najlepszy reżyser                   | Lee Jeong-beom              | Nominacja |
| 2011 | Baeksang Arts Awards       | Film                               | Najlepszy aktor pierwszoplanowy     | Won Bin                     | Nominacja |
| 2011 | Baeksang Arts Awards       | Film                               | Najlepszy debiut aktorski (kobieta) | Kim Sae-ron                 | Nominacja |
| 2011 | Asian Film Awards          | Asian Film Award                   | Best Visual Effects                 | Kim Jee-woon                | Nominacja |